# Kération
Kération (en grec ancien κεράτιον qui a aussi donné cération, graine de caroubier), est le nom grec de la plus petite unité de poids de l'Empire romain, introduit approximativement à l'époque constantinienne et équivalent à la silique romaine.

## Description
La kération représente la 1 728e partie de la livre romaine et pesait environ 0,189 gramme. En même temps, dans l'est grec de l'empire, elle était l'unité de poids de 1/18 drachme. Elle était divisé en quatre sitarion (de), le plus petit poids médicinal ancien. En tant que valeur monétaire, elle correspondait au 1/24 solidus, la monnaie en or également introduite par Constantin, qui remplaça l'aureus vers 310 apr. J.-C. Cependant, la kération n'était frappée qu'en argent et pesait donc initialement 3,4 grammes, mais après ajustement pour tenir compte de l'inflation sous Constantin II entre 337 et 340 apr. J.-C., elle ne pesait que 2,2 grammes.
Le carat métrique (0,2 g) est étymologiquement dérivé de la kération.